# 俄羅斯LGBT權益
男女同性戀者，雙性戀者和跨性別者（LGBT）在俄羅斯面臨法律和社會的挑戰，並仍然面對非LGBT公民所沒有的歧視。自蘇聯解體之初，俄羅斯人對於性別少數族群的態度呈逐步開放之勢，使得同性戀開始被除病化、非罪化。但是近年以來，持續的民調顯示，俄羅斯人對性別少數群體開始抱持越來越負面的看法。

## 历史
1917年苏俄廢止沙俄律法，1920、1922及1926年通過的刑法均讓同性性行為除罪化，有一陣短暫的時間社會相對寬容而自由，1933年7月「列寧格勒同性戀者案」，175個同性戀者遭到逮捕，最終導致同性戀行為被列非法，寫入1934年通過的刑法中。
2006年開始，俄羅斯各地方開始修法，禁止同性戀的宣傳。並於2013年在全國通過聯邦級別的禁止向青少年傳播「非傳統性關係」的禁令。該禁令通過後受到全世界很多人權組織的批評。而此後西方媒體開始報導同性戀權利活動家被逮捕的消息，以及受到恐同驅動的仇恨罪行案件 ，包括由一個新納粹組織犯下的針對青少年同性戀者的罪行。在莫斯科，一個禁止未來100年在該市舉辦驕傲遊行的法律也開始生效。俄羅斯的人權活動家柳德米拉·阿烈歇耶娃將該法的通過稱為是「邁向中世紀的一步」。
2013年的一些民調揭示出絕大部分俄羅斯人反對將同性婚姻合法化，並支持針對LGBT公民的法律。現在俄羅斯普遍被西方媒體描述為在LGBT議題上態度保守的國家。對此，俄羅斯官方則堅持表示在俄羅斯不存在對同性戀者的歧視，也沒有侵犯性別少數族群人權的法律。並指出在莫斯科和聖彼得堡這樣的大城市，仍然有相對繁榮的LGBT社區，包括同性戀酒吧和同性戀權利政治團體。
2023年11月30日，俄羅斯最高法院宣布将LGBT公共运动列为极端组织，LGBT活动人士被认定为极端分子。12月1日，俄羅斯警方突袭莫斯科各地的同性恋酒吧。
2024年3月22日，俄罗斯联邦金融监督局宣佈將将同性恋、双性恋与跨性别者（LGBT）运动列入恐怖分子和极端分子名单。

## 現狀
同性性行為在俄羅斯自1993年開始合法化，目前俄羅斯沒有保護同性戀者免遭歧視的法律，也不承認同性婚姻。
- 自1997年起，變性人和跨性別人士在進行相應的醫療程序後可以合法變更他們的性別[note 1]；
- 1999年同性戀正式從俄羅斯的精神疾病中被畫除（簽署ICD-10之後）；
- 關於領養子女：居住在俄羅斯的單身人士，無論其性取向，皆可領養子女。在不承認同性婚姻的國家，單身的同性戀外國人士也可以領養俄羅斯的兒童。[19] 一對伴侶可以一起領養子女，但是只限於異性伴侶；
- 自2003年起，無論性取向如何，最低合法性交年齡為16歲；

### 俄羅斯的反同情緒
俄羅斯的民意顯示，當前俄羅斯是非穆斯林國家和一些亞洲國家之外對同性戀最為仇視的國家之一。2013年一份調查發現，74%的俄羅斯人認為同性戀不應該被社會所接受（2002年為60%），只有16%的人士認為同性戀應該被社會所接受。此外，16%的受訪俄羅斯人表示同性戀者應該被隔絕於社會，22%認為他們應該被強制治療，5%認為同性戀者應該被「清除」。2007年的一份調查顯示，68%的俄羅斯人聲稱同性戀是絕對錯誤的（54%）或十分錯誤的（14%）。2005年的一份調查表明，44%的俄羅斯人傾向於支持將兩名成人之間自願的同性性行為定為犯罪行為；與此同時，43%的俄羅斯人支持立法禁止基於性取向的歧視。

### 同性婚姻
無論是同性婚姻或同性伴侶的民事結合在俄羅斯都不受到認可。2013年7月，80%俄羅斯人都信仰的俄羅斯東正教的牧首基里爾一世說同性婚姻的想法是「天啟（世界末日）的一個非常危險的信號」。2011年，在一個記者會上，莫斯科戶籍登記處的負責人伊琳娜·穆拉維娃（俄语：Ири́на Муравьёва）聲稱：「同性伴侶試圖在莫斯科或俄羅斯其他地方結婚的企圖注定要失敗。我們活在一個文明的社會，我們受到聯邦法律的規管，而憲法清楚地說道：在俄羅斯，婚姻只是一男一女之間的。這樣的（同性）婚姻是無法在俄羅斯進行的。」俄羅斯的大部分公眾也反對同性婚姻。2020年，俄罗斯修改宪法，明确婚姻是指一男一女的结合，不承认同性婚姻。

### 兵役
據《真理報》報導，過去有一些俄羅斯年輕人聲稱自己是同性戀而逃避兵役義務。 2003年，醫療服務的主管試圖改變這一狀況，他聲明在新規下，同性戀不再是一個免除兵役的合法理由：「一個人的同性戀問題不是醫學的（問題）。在醫學上沒有診斷同性戀的（做法）。世衛組織當中沒有這樣的疾病分類。軍隊的新條規遵循國際法實踐。因此評估同性戀者是否和資格服役的原因是一樣的：生理和心理健康。」 但是，他補充道，非標準性關係的人士在服役時不應該在軍中揭示他們的性取向，因為「其他士兵不會喜歡那樣，他們會被打。」 總統普京在2010年一個美國電視採訪中說到，在俄羅斯，公開的男同性戀者不會被免於兵役。 2013年，有報導稱在國防部發布的新入職心理健康中關於評估新兵心理健康的指引建議詢問新兵他們的性史，以及檢查某些類型的紋身，尤其是生殖器或臀部的紋身，因為這會揭示其同性戀傾向。

### LGBT組織和服務的可見度
俄羅斯擁有可見的LGBT社區，主要在像莫斯科和聖彼得堡這樣的大城市，包括酒吧和政治組織。

### 就業歧視
2013年9月，伯力的一名教師兼同性戀權利活動家亞歷山大·愛莫什金娜（俄语：Александра Ермошкина）被從其教師和大學研究院的職位上解僱。 在他被解僱前一個禮拜，他被當地一個新納粹組織的成員襲擊。 他的解僱源於當地一個名為「反對性變態宣傳運動」的反同活動群體的活動。

### 針對性少眾的暴力

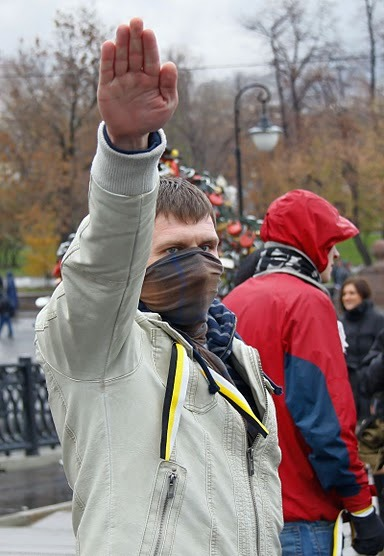
俄羅斯新納粹在莫斯科反對同志權利活動。

目前在俄羅斯針對性少眾的暴力襲擊沒有準確的統計數字。
「俄羅斯LGBT網絡」表示，俄羅斯性少眾持續面臨暴力，侵犯其權利的危險。聯合國人權事務高級專員辦事處也表達了對俄羅斯高度的反同情緒和侵犯LGBT人士言論自由和集會自由的關注。
2009年，聯合國人權事務高級專員辦事處建議俄羅斯通過執法機構保護LGBT人士免遭基於性取向和性別認同的仇恨犯罪的暴力襲擊。2012年11月，聯合國禁止酷刑委員會表達了對LGBT歧視及暴力的擔憂，並敦促俄羅斯與基於性取向和性別認同的仇恨罪行鬥爭。
根據索娃監視中心的統計，2013年頭半年在俄羅斯有13人因為仇恨罪行被毆打。對比2012年的12人和2011年的3人。其中在5月份和6月份分別發生殺害同性戀者的極端罪行。包括一名伏爾加格勒男子被棄屍後院，頭骨被砸爛，肛門被塞入啤酒瓶。另外一名受害者在東部沿海堪察加半島被三名男子用刀捅死。
但是組織「人權第一」指出，這些數據僅僅只是基於可見的襲擊，很多襲擊活動因為無可見而沒有被統計到。

### 對變性群體的打壓
2023年7月，俄羅斯國家杜馬通過一項法案，禁止職業醫師從事性別重置手術，禁止民眾更改官方身份文件上的性別，禁止變性群體領養兒童，列明民眾若在婚後更改性別，其持有的婚姻關係將被宣告無效。

## 同性戀宣傳禁令

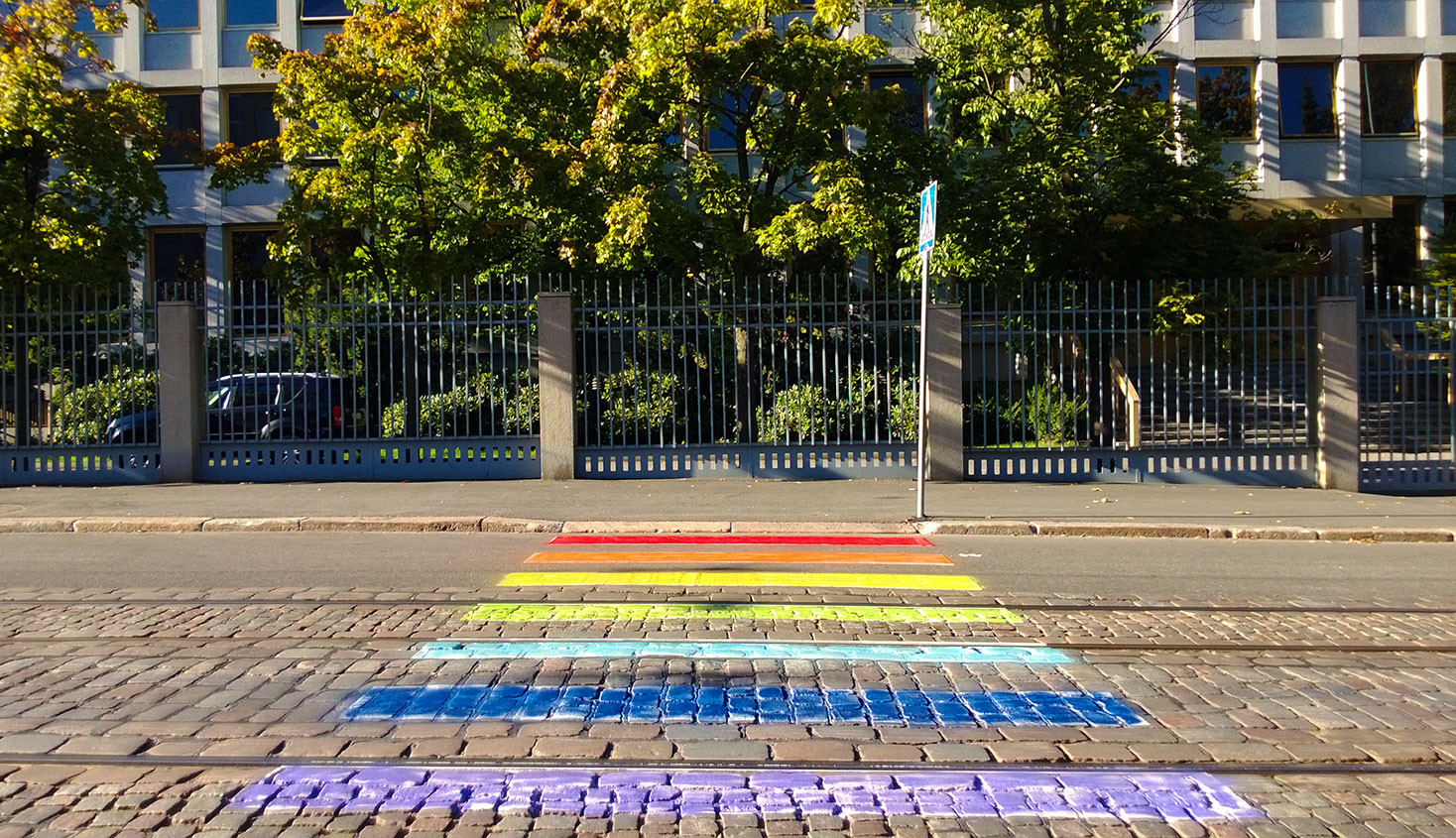
活動家將俄羅斯位於芬蘭的大使館外的人行道塗成彩虹色來抗議俄羅斯的反LGBT情緒和立法。類似的活動也在瑞典發生。

俄羅斯聯邦2013年7月30日通過一個修正案，修改聯邦法律第5條《關於保護兒童免遭有害其健康和發展信息侵害》（俄语：«О защите детей от информации, причиняющей вред их здоровью и развитию»），在事實上禁止向未成年人宣傳「非傳統性關係」。由於法律並沒有明確列明「宣傳」的定義，一些評論家根據此前法律實踐解釋道，新法將使得舉行任何傾向支持同性戀權利的活動、為同性戀權利辯護的發言、散佈與同性戀有關的正面材料或者聲稱同性戀關係與異性戀關係平等的行為都會變成非法。該法一經通過，引起了西方同志權利團體和人權團體的高度關注，並引發了一些列抵制俄羅斯以及將在俄羅斯舉行的奧林匹克冬運會的運動。

### 最早提議

禁止「同性戀宣傳」的地區
禁止宣傳同性戀、雙性戀和變性的地區。
禁止宣傳同性戀、雙性戀的地區。
禁止宣傳同性戀的地區。

國家杜馬議員亞歷山大·維克托羅維奇（俄语：Александром Чуевым）最早於2003年提出禁止同性戀宣傳的提案，並分別於2004年、2006年和2009年一共向杜馬提交了3次修改版本。該法案試圖將宣傳同性戀生活方式的行為入罪化，並禁止這些人從事涉及教育等與兒童及青年有關的工作。該法案不斷被退回反复修改，並在2009年5月8日被拒絕。
2008年，國家杜馬簽署了《關於青少年精神和道德教育的國家政策方針》（俄语：«Концепцию государственной политики по духовно-нравственному воспитанию детей»），其中建議「制定法令禁止向青少年宣傳同性戀信息，包括將其表述為社會或道德可以接受的，認可其為正常性關係的內容。」
至2013年，禁止同性戀宣傳的法令開始在俄羅斯數個地區被採納。當中9個地區的法律規定對違法者處以行政處罰及/或罰金。一些地區的法律也禁止所謂的對青少年進行「雙性戀主義及變性主義宣傳」。通過這一些法律的地區和時間為：梁贊州（2006年）、阿爾漢格爾斯克州（2011年）、聖彼得堡（2012年）、科斯特羅馬州（2013年）、馬加丹州（2012年）、新西伯利亞州（2012年）、克拉斯諾達爾邊疆區（2012年）、薩馬拉州（2012年）、巴什科爾托斯坦共和國（2012年）和加里寧格勒州（2013年2月）。
2012年6月，莫斯科市法院支持禁令禁止該市未來100年舉行驕傲遊行。

### 聯邦法律

#### 提議立法
2012年3月28日，新西伯利亞州的立法議會向國家杜馬提交了一份法案，以確立向青少年「宣傳同性戀」的行政職責。該法案的作者是俄羅斯統一黨籍立法議會代表委員謝爾蓋·多羅飛夫（俄语：Сергей Борисович）和阿列克謝·康左什金（俄语：Алексей Кондрашкин）。

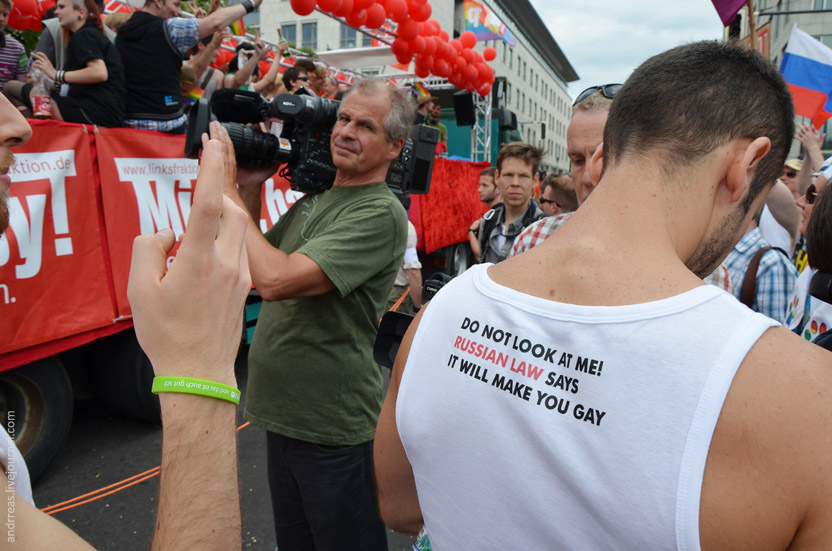
俄語LGBT組織Quarteera成員在柏林參加同志遊行。衣服上面寫著的標語說：「不要看我！俄羅斯的法律說這會讓你變成同性戀。」

該提案僅在解釋備註中說明了「宣傳同性戀」應該被理解為「蓄意及不受控制地散播可能傷害健康、道德和精神方面發展的行為，包括造成（人們認為）傳統和非傳統性關係向平等的錯誤概念」。該版本的提案中沒有進一步解釋「宣傳同性戀」的定義及列明何種行為屬於「宣傳」。該法案建議對個人處以四千到五千盧布的罰款，對公務員處以四萬到五萬的罰款，對法律實體處以四十萬到五十萬的罰款。《消息報》注意到解釋部分的第一段文字只是照搬了亞歷山大·維克托羅維奇2006年版本的提案。
對此提案，國家杜馬公正俄羅斯黨籍家庭、婦女和兒童委員會主席艾琳娜·米祖麗娜（俄语：Еле́на Бори́совна Мизу́лина）表示，有必要為了孩子限制同性戀宣傳。
2013年1月25日，國家杜馬在一讀中以388票贊成的結果通過了新西伯利亞州就修改行政法令的SSC法案。

#### 最終版本和通過
2013年2月，艾琳娜提出進一步的修改，並據此將其增加到聯邦法律《保護兒童》禁止向未成年人散播內容的清單中。艾琳娜建議可以無需法院命令就可以關閉「宣傳同性戀」的網站。
2013年4月，新西伯利亞州進一步建議加入對「公開合理化和贊同同性戀」，以及「向青少年扭曲傳統性關係和非傳統性關係在社會中是平等的」行為進行處罰。根據米左麗娜的提議，修正案在5月25日前提交，之後將舉行討論。此外，建議議員對「宣傳」及「同性戀」進行澄清解釋。並建議將「宣傳同性戀」加入到保護兒童法律的禁止行為清單當中。
6月6日，法案中完全刪除關於同性戀、雙性戀等字眼。取而代之的是「宣傳非傳統性關係」。在這個版本的提案當中，宣傳可以被理解為「散播旨在讓青少年形成對非傳統性關係產生吸引力的行為」，或「提供扭曲的，將傳統性關係和非傳統性關係相提並論的觀點」。此外，該提案也禁止「關於非傳統性關係，以引起對這些關係感興趣的欺騙性信息」。
2013年6月11日，在二讀和三讀中，國家杜馬採納了禁止向青少年「宣傳同非傳統性關係」的禁令。該法以436票贊成，一票棄權的結果獲得一致通過。隨後總統普京簽署這項名為《30.06.2013編號135-FZ聯邦法律》（俄语：Федеральный закон от 30.06.2013 № 135-ФЗ）的修正案，在全國範圍內禁止向未成年人進行「非傳統性關係宣傳」。在新法下，於未成年人可能看到、聽到的地方舉行同性戀遊行、為同性戀權利辯護、以及將同性戀與異性戀相提並論的言論和行為等都成為非法。
違反該法的俄羅斯公民將被處以5,000盧布的罰金，若是公務員，罰金可高達50,000盧布。 組織或商業機構將會受到最高100萬盧布的罰金並會被要求暫停運作90日。外國人可以被逮捕、拘留最長15日，然後被遣返，同時處以最高10萬盧布的罰金。使用互聯網或媒體宣傳「非傳統性關係」的俄羅斯公民將面臨最高10萬盧布的罰金。

#### 國內反應

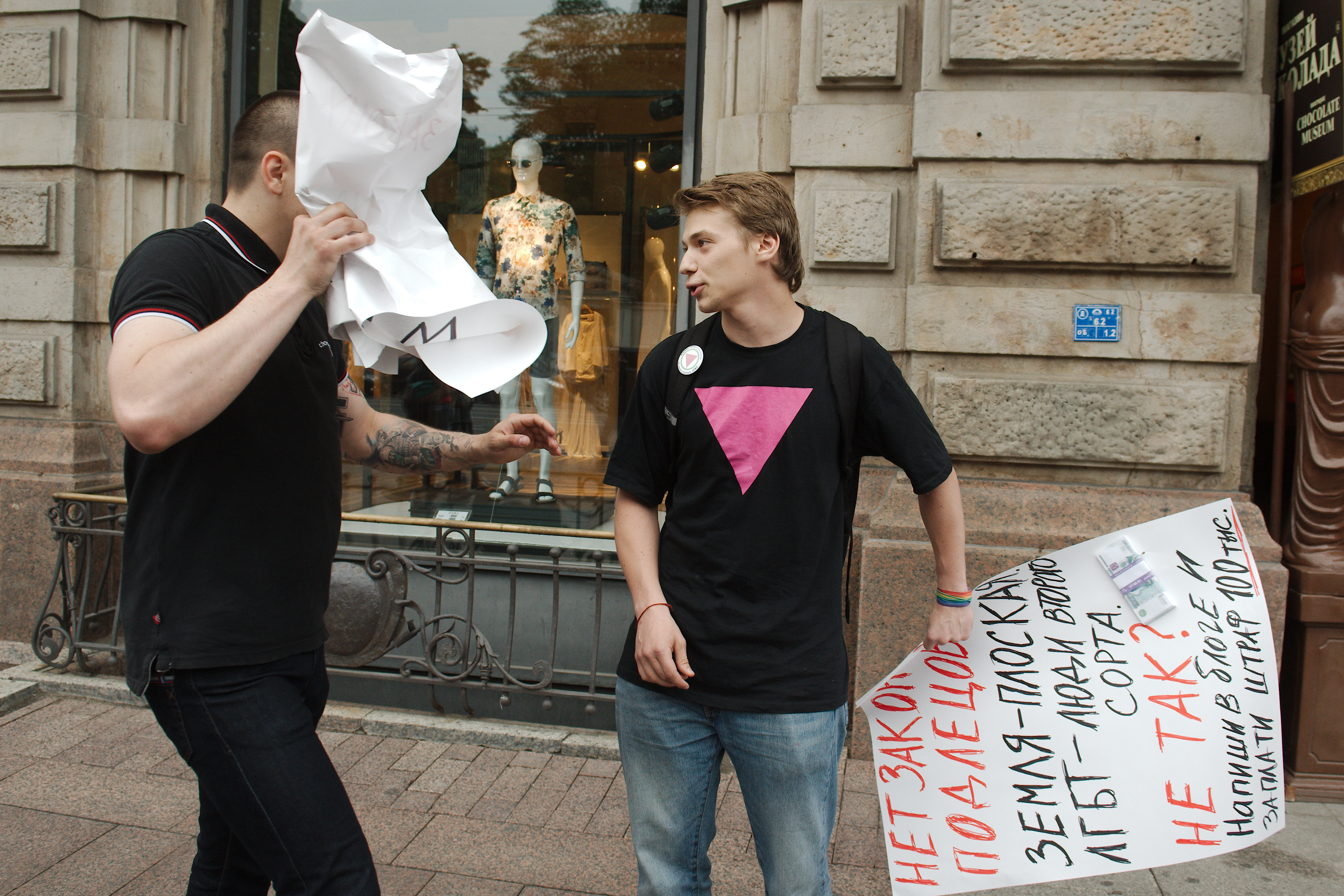
在反對「反同性戀宣傳法」的遊行中，「LGBT平權異性戀聯盟」的成員遭到襲擊

根據全俄民意研究中心（VtsIOM）2013年6月進行的調查發現，有將近90%的俄羅斯人支持反同性戀宣傳法。
2013年1月，政府電視台KontrTV一個新聞節目的主持人安東·克拉索夫斯基（俄语：Антóн Вячеслáвович Красóвский），在直播現場中聲明自己是同性戀者，並對當時還沒有通過的立法感到厭惡後，被立即辭退。
俄羅斯體育部長維塔利·穆特古在回應關於國際社會對於新法將如何影響即將在俄羅斯索契舉辦的2013年冬季奧運會的時候回答說，這個圍繞俄羅斯反同性戀宣傳法的爭議是西方媒體「炒作」出來的。並表示該法沒有歧視任何人。他表示該法是為了保護兒童免遭非傳統性關係宣傳的影響，因為其心智還在發展。這就像保護兒童遠離酗酒和濫藥的影響一樣。 「我們想讓他們長大後作出自己的決定。」他還說所有奧運會的運動員，組織者和遊客在索契都會得到尊重。在另一個場合，穆特古說「一個非傳統性關係的運動員不會被禁止前往索契。但是如果他走到大街上並開始宣傳，那他當然會被追究責任。」
將於2015年上映的柴可夫斯基新傳記片的電影劇本作家尤里·阿拉伯夫曾表示「說柴可夫斯基是同性戀不合事實。」 他進一步表示「不會在宣揚同性戀的電影上簽署自己的名字。」 這部電影受到俄羅斯政府的資助，阿拉伯夫的話得到俄文化部長弗拉基米爾·梅丁斯基的贊同。他在回答就此作出的提問時表示：「實際上，阿拉伯夫是正確的——沒有證據表明柴可夫斯基是同性戀者。」  事實上，學者已經指出，柴可夫斯基的同性戀一事在其個人信件和回信中都得到大量的記載。 西方媒體因此懷疑在電影中將柴可夫斯基同性戀的證據都去除是作為對俄羅斯反同性戀法律的回應。
2013年10月12日，由15到20個同性戀權利組織在「全國出櫃日」翌日於俄羅斯第二大城市聖彼得堡舉行了反對禁止同性戀宣傳法律的遊行。 遊行受到極右組織，例如極端東正教教徒、哥薩克準軍事部隊和民族主義者的阻撓當雙方爆發衝突後，警察在兩邊逮捕了共67人。
該法律也激勵了立法議員進一步限制同性戀者的權利。2013年9月，議員阿列克謝·祖拉夫沃夫（俄语：Алексей Журавлёв）建議將同性戀加入到剝奪兒童監護權的要件中。這意味著如果一名成人被確認為同性戀者，為了保護兒童在家庭免遭同性戀信息的影響，政府將有權將兒童帶離，並送至孤兒院。該提案於10月份被撤銷，但根據其發言人表示，埃利謝將會修改後再度提交國家杜馬。

#### 國際反應和杯葛

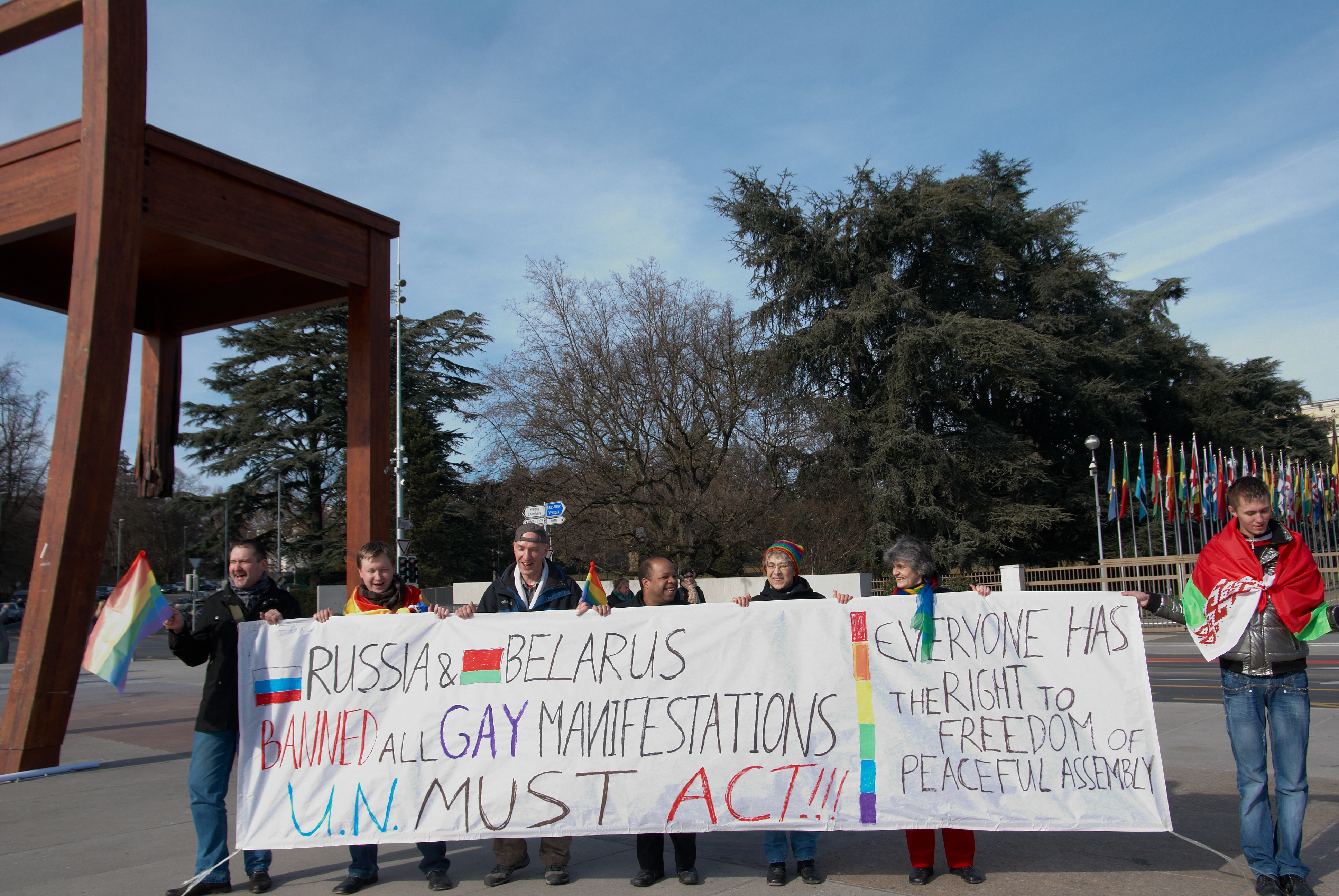
一群示威人士在日內瓦聯合國大樓外抗議俄羅斯和白俄羅斯禁止當地的同性戀遊行。

國際人權組織和全球民主發達國家的政府都強烈譴責俄羅斯的法律。聯合國人權事務高級專員辦事處譴責了俄羅斯和薩爾多瓦與其類似的法律（後者之後廢除該法）是歧視性的，並表明俄羅斯該法侵犯了國際人權法，包括侵犯了兒童獲取正確資訊的權利。 歐洲議會也就俄羅斯的反同歧視和審查譴責俄羅斯，並呼籲俄羅斯妥善保護LGBT權利。歐洲人權法院此前已經因俄羅斯其他侵犯LGBT權利的事件而處罰俄羅斯。 2012年聯合國人權委員會裁定，在俄羅斯梁贊地區類似的法規是歧視性的，侵犯了言論自由，並為國際法所不允許——此後梁贊地區的一個法院對此表示同意，並推翻該法規。
西方很多同志社區開展了抵制俄羅斯商品的運動，特別是抵制俄羅斯伏特加酒。全球多個城市的同志酒吧，包括倫敦、洛杉磯、紐約、多倫多等，都發生了「倒掉伏爾加」的活動。同時很多城市的同性戀權利活動家也在當地俄羅斯領事館外舉行抗議活動。
因為2014年冬季奧運會即將於俄羅斯的索契舉行，因此也有活動家開始呼籲抵制2014年冬季奧運會——除非奧運會另外選址移出俄羅斯。

##### 政治人物
美國總統奧巴馬表示他不贊同因為該法抵制索契奧運會。「沒有人比我對於這些在俄羅斯見到的反對男女同志的立法感到更生氣。」之後，2013年9月，奧巴馬在前往聖彼得堡參加G20國家領導人峰會的時候會見了當地的同性戀權利活動家。奧巴馬說他對於這些活動家的成績感到很驕傲。他的助手曾表示，對反同性戀宣傳法的反對是奧巴馬取消了此行當中原定與普京總統會面的原因之一。
該法也被德國總理默克爾和德國內閣部長、英國首相大衛·卡梅倫、澳洲外長鮑勃·卡爾以及加拿大總理史蒂芬·哈珀和外交部長約翰·貝爾德所譴責。

##### 明星
- 2012年，麥當娜在聖彼得堡舉行演唱會的時候譴責了當地剛剛通過的同性戀「宣傳」禁令。她對觀眾表示「我在這裡說，這裡和全世界的同志社區和同志們享有相同的權利——受到尊嚴、尊重、寬容、慈悲和愛的對待。」[111]她在臉書中表示，該法是「荒謬的暴行」[112] 保守團體向法院上訴，要求110萬美元的賠款。他們表示她的表演會傷害俄羅斯的出生率，結果會造成國家沒有足夠的人力維持軍隊。[111] 其中一名申索人在審訊中表示，儘管麥當娜「粗暴違反」了該市的法律，但訴訟的先例可以確保未來「任何來我們城市的藝術家知道這麼一些法律的存在」。[111] 在此案庭審的當日，俄羅斯議會的一位成員表示應該禁止即將在下月於聖彼得堡演出的Lady Gaga在其「天生如此音樂巡迴演唱會」中演唱「天生如此」（Born This Way）。[113] 此案之後被審判長駁回。[113]

- 英國女演員蒂爾達·斯溫頓在推特發圖，在莫斯科為背景的她手持彩虹旗，並評論道「團結。來自俄羅斯，帶著愛」。[114]

- 波蘭歌手和2010年歐洲歌唱大賽參賽者Marcin Mroziński因為俄羅斯LGBT日益惡化的形勢而取消了前往該國的演唱會。[115]

- 美國歌手Lady Gaga2013年8月譴責了俄羅斯政府日益反同的政治。[116]聖彼得堡市反同法律的一位贊助人要求就Lady Gaga和麥當娜2012年在聖彼得堡演唱會當中是否有違反移民或稅法的行為進行調查。[116]

- 英國演員史蒂芬·弗萊在其網站上刊登了一封致國際奧委會的公開信，提議抵制和遷移2014年在索契舉辦的冬季奧運會。[117]

- 一些著名的藝人，包括斯蒂芬·弗萊[118] 、美國電視脫口秀主持人和喜劇演員傑·雷諾[25]、美國演員和劇作家Harvey Fierstein[119]以及美國作家和同性戀權利活動家丹·薩維奇[119]將俄羅斯當前LGBT人士所受到的對待等同於納粹德國猶太人——幾年後被大屠殺——所遭受的待遇。猶太裔Fierstein2013年7月投書《紐約時報》評論文章表示：

「1936年，全世界都參加了在德國舉行的奧運會。鮮有人對希特勒針對猶太人的運動發言。支持這個決定的人驕傲的指出傑西·歐文斯的大獲全勝，但我卻心懷恐懼的指出大屠殺和世界大戰。這就是寬容不寬容的代價。」.
- 美國演員溫特沃思·米勒在回复聖彼得堡國際電影節邀請的時候出櫃，並表示對此進行抵制。米勒在信中說：「我被現在俄羅斯政府對待男女同志的態度和方式深深困擾。這種情況無論如何都無法被接受。我也無法昧著良心前往一個像我這樣的人會被系統性拒絕其公開生活和去愛的基本權利的國家出席這樣一個慶祝儀式。」[121]

### 后续修订
2022年12月，法案的适用范围进一步扩大到所有年龄段人士，禁止传播宣扬恋童癖，或让未成年人产生性别不安的材料。

## 概要
| 同性性行為合法                                                                           | （自1993年5月27日）                                                                               |
| 最低合法性交年齡                                                                         | （自1993年5月27日）                                                                               |
| 任何領域的反歧視法                                                                       | （官方拒絕認為需要特別立法）                                                                      |
| 同性婚姻                                                                                 | No                                                                                                |
| 承認同性伴侶為事實婚姻或民事伴侶關係                                                     | No                                                                                                |
| 同性伴侶聯合及/或繼子女領養（無論其居住在俄羅斯或海外）                                  | （只允許異性伴侶領養）                                                                            |
| 由居住在俄羅斯的單身同性戀者或（如果是俄羅斯兒童）由不承認同性婚姻國家的單身同性戀者收養 | （對單身人士沒有基於性傾向的收養限制）                                                            |
| 由承認同性婚姻國家的同性伴侶收養俄羅斯兒童                                               | （自2013年7月3日起為非法）                                                                        |
| 同志可以公開在軍中服役                                                                   | （同性戀者理論上可以在軍隊服役，但是他們被強烈建議為了安全理由而隱藏他們的同性戀身份）            |
| 合法變更性別的權利                                                                       | （自2023年起為非法）                                                                              |
| 允許男男性接觸者捐血                                                                     | （自2008年4月16日）                                                                               |
| 言論自由                                                                                 | （聯邦禁止「向青少年宣傳同性戀」；一些地方有它們自己禁止「宣傳同性戀、雙性戀和/或變性人」的禁令） |

## 備註
1. 1 2 3  聯邦法律《關於公民身份行為》（1997年）說明在基於衛生部門簽發確定性別轉換的文件時，可以變更公民身份的行為可能（70條）。同時，變性人士可以以變性為理由變更他們的護照。參看《2009年俄羅斯LGBT網絡報告》的《行政立法》部分。2023年起不再允许变更性别。
2. 1 2 3  收養受到《俄羅斯民事訴訟法》（第29章 Archive.today的存檔，存档日期2013-04-16）、《俄羅斯家庭法》（第19章 Archive.today的存檔，存档日期2013-04-16）、聯邦法律《關於公民身份行為》（第5章 Archive.today的存檔，存档日期2013-04-16）的規管；雖然未婚伴侶不允許收養子女（《俄羅斯家庭法》第127.2條），但是所有這些文件都沒有包含禁止同性戀人士收養的條文。因為俄羅斯不承認同性婚姻，同性伴侶事實上無法一起領養。但是單身人士可以領養（參看2009年俄羅斯LGBT網絡報告父母關係部分）。法院可以根據很多文件和證詞允許或拒絕領養，因此不清楚與LGBT有關的候選人事實上會不會影響法官作出負面的考慮。
3. ↑  巴什科爾托斯坦是唯一法律不包括任何行政處罰或罰款的地區。
4. ↑  加里寧格勒州不僅禁止針對未成年，也禁止針對任何普羅大眾的「同性戀宣傳」。
5. ↑  衛報 （页面存档备份，存于）在2012年底曾報導，該片的導演基里爾·塞勒布雷尼可夫曾向電影網站KinoPoisk承認因為官方對這位作曲家性傾向的關注導致他在集資方面困難重重。
6. ↑  同性性行為的合法性交年齡在舊的刑法典當中沒有明確列出。之後在1996年新的《俄羅斯刑法》中提到最低合法性叫年齡是無論性取向的（第134條） （页面存档备份，存于）。